# ココ島
ココ島（ココとう、英: Coco Island、別名ココス島、英: Cocos Island、西: Isla del Coco：イスラ・デル・ココ）は、中米のコスタリカの島。コスタリカ本土から南西550Km、東太平洋上に浮かぶ孤島で、ココスプレート上に存在する唯一の陸地である。

## 概要
面積46.6km2、火山島で最高地点が634mである。断崖絶壁が取り囲み、年間降水量は7,000mmにも及び、熱帯雨林に覆われ、豊かな動植物が数多く残る。サンゴ礁が豊富である島の海域には数多くの海洋生物が生息しダイビング・スポットとしてでも知られている。現在ココ島は国立公園に指定され、世界遺産に登録されている（ID820）。また、1998年にラムサール条約登録地となった。無人島だったが、現在では、この国立公園の管理者が島に住んでいる。
島名はココヤシの意味からで、島にココヤシの実が生っていたことから名付けられた。
1526年にスペイン人であるフアン・カベサス（Juan Cabezas）により発見された。1684年から1821年の間に海賊達が島で財宝を隠したと言われ、後にトレジャーハンター達が海賊が隠した財宝を求めて島で探索されて来たが、未だに発見されていない。ココ島は1978年に国立公園になり、1997年にはユネスコの自然遺産になった。
小説及び映画『ジュラシック・パーク』シリーズの恐竜が生息する架空の島であるイスラ・ヌブラル島とイスラ・ソルナ島は本島がモデルだと言われている。

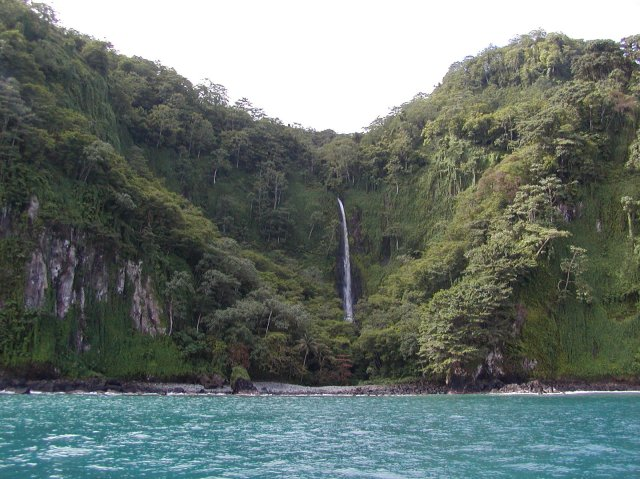
海岸の滝

ココ島は「サメの楽園」とも言われている。周辺の海域にはジンベエザメのほか、アカシュモクザメ、ネムリブカ、クロトガリザメ、ガラパゴスザメ、ニシレモンザメ、ハチワレ、シュモクザメ、カマストガリザメなどの様々なサメがいる。他にはオニイトマキエイ、カラスエイ、クロカジキ、バショウカジキ、メカジキ、フウライカジキ、マグロ、シロナガスクジラ、ハンドウイルカなども生息しており、赤道反流と他の海流の合流点にあるため、様々な海洋生物の生育場となっている。陸上にも3種の固有種の鳥類、2種の固有種の淡水魚、2種の固有種の爬虫類が生息しており、元々哺乳類は存在しなかった。しかし、外来種の動植物のシカ、イノシシ、ネコ、ネズミ、ギネアキビ、コーヒーノキなどの侵入は生態系保全上の問題となっており、入島制限や密漁の取締などと共に政府は監視と管理を強める。

## 世界遺産

### 登録基準
この世界遺産は世界遺産登録基準のうち、以下の条件を満たし、登録された（以下の基準は世界遺産センター公表の登録基準からの翻訳、引用である）。
- (9) 陸上、淡水、沿岸および海洋生態系と動植物群集の進化と発達において進行しつつある重要な生態学的、生物学的プロセスを示す顕著な見本であるもの。
- (10) 生物多様性の本来的保全にとって、もっとも重要かつ意義深い自然生息地を含んでいるもの。これには科学上または保全上の観点から、すぐれて普遍的価値を持つ絶滅の恐れのある種の生息地などが含まれる。